# Alopecosa hamata
Alopecosa hamata este o specie de păianjeni din genul Alopecosa, familia Lycosidae. A fost descrisă pentru prima dată de Schenkel, 1963. Conform Catalogue of Life specia Alopecosa hamata nu are subspecii cunoscute.